# Vojtěch Jarník
Vojtěch Jarník (né le 22 décembre 1897 à Prague où il est mort le 22 septembre 1970) est un mathématicien tchécoslovaque qui a travaillé principalement en théorie des nombres, mais également en analyse et en algorithmique des graphes.
Il a été longtemps professeur et administrateur à l'université Charles de Prague, et a participé à la fondation de l'Académie tchécoslovaque des sciences. Son algorithme de calcul de l'arbre couvrant de poids minimal est connu sous le nom d'algorithme de Prim.

## Biographie
Jarník étudie les mathématiques et la physique à l'université Charles de Prague de 1915 à 1919, puis devient de 1919 à 1921, professeur associé (« dozent ») à l'université des technologies de Brno, comme assistant de Jan Vojtěch. Il soutient sa thèse de doctorat O kořenech funkcí Besselových (« Sur les racines des fonctions de Bessel ») en 1921 sous la direction de Karel Petr et devient son assistant à l'université Charles. Il séjourne, à partir de l'automne 1923 et pour 3 semestres et encore une fois en 1927-1928 à Göttingen, où il travaille sous la direction d'Edmund Landau. Il soutient en 1925 son habilitation à Prague. Il est nommé professeur extraordinaire puis professeur titulaire en 1935. Il conserve ensuite sa chaire jusqu'à son éméritat en 1968. Il est doyen des sciences (1945-1948) et vice-recteur (1950-1953).
Parmi ses élèves, il y a Miroslav Katětov, Jaroslav Kurzweil, connu par l'intégrale de Kurzweil-Henstock,
et le mathématicien slovaque Tibor Šalát (en),.

## Contributions
Jarník est auteur d'un algorithme de construction d'arbre couvrant de poids minimal. Il a publié son article en 1930 en réponse à la publication de l'algorithme de Borůvka, d'ailleurs sous la forme d'une « lettre à Borůvka ». Ces algorithmes ont été longtemps ignorés ; l'algorithme de Jarník a été redécouvert indépendamment par Robert C. Prim et Edsger Dijkstra à la fin des années 1950. Une description détaillée de l'historique des algorithmes de calcul des arbres recouvrants est donnée par Ronald Graham et Pavol Hell
En mathématiques, Jarník a donné des bornes précises sur le nombre de points d'un réseau sur une courbe convexe, il a étudié le rapport entre la dimension de Hausdorff d'ensembles de nombres réels et de la qualité de leur approximation diophantienne, et a étudié des propriétés de fonctions nulle part dérivables. Quelques-uns de ses articles sont réunis dans l'ouvrage commémoratif paru en 1999 sous la direction de rédaction de Břetislav Novák, à l'occasion d'un colloque en mars 1998 à Prague, à l'occasion du centenaire de sas naissance.

## Honneurs et hommages

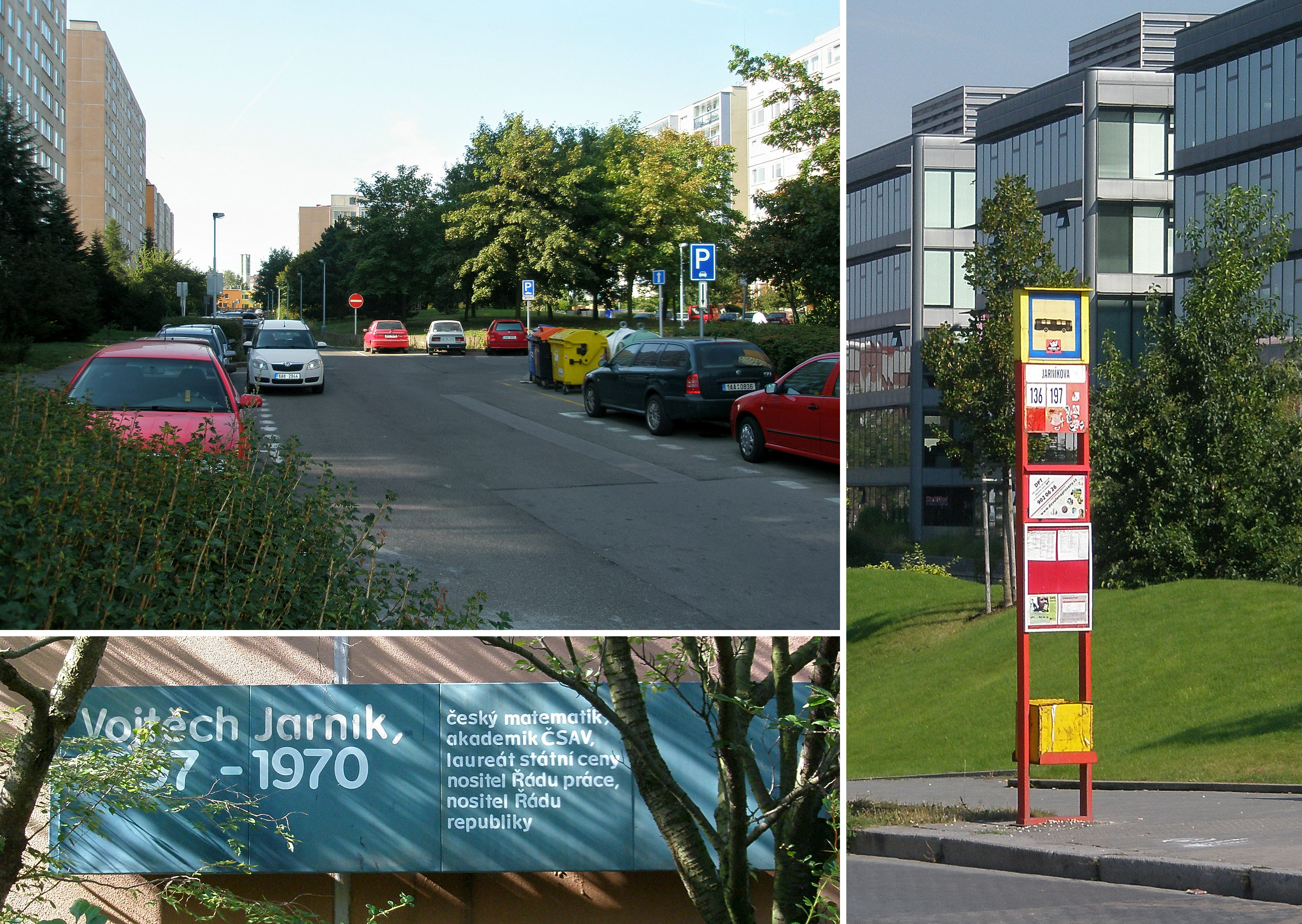
La rue Jarníkova, l'arrêt de bus Jarníkova, et une plaquette commémorative en honneur de Jarník.

Jarník était membre de l'Académie tchèque des sciences et des arts depuis 1934 comme membre extraorinaire, et depuis 1946 comme membre titulaire. En 1952 il devient un des membres fondateurs de l'Académie tchécoslovaque des sciences. Il est lauréat de l'ordre du travail et de l'ordre de la république.
Une rue de Chodov, en banlieue de Prague, la rue Jarníkova, porte son nom.
La « compétition Vojtěch Jarník » est un concours pour étudiants de mathématiques qui a lieu chaque année depuis 1991 à Ostrava porte son nom.
L'astéroïde (4023) Jarník porte son nom.
Une série de timbres publiée par Czechoslovakia en 1987 pour honorer le 125e anniversaire de la création de l'Union de mathématématiciens et physiciens tchèques (cs) comprend un timbre à l’effigie de Jarník avec Joseph Petzval and C. Strouhal.

## Publications (sélection)
En plus d'une dizaine de livres et manuels,
Jarník a publié 90 articles mathématiques, parmi lesquels :
- (cs) Vojtěch Jarník, « O číslech derivovaných funkcí jedné reálné proměnné » [« On derivative numbers of functions of a real variable »], Časopis Pro Pěstování Matematiky a Fysiky, vol. 53,‎ 1923, p. 98–101 (lire en ligne).
- (de) Vojtěch Jarník, « Über die Gitterpunkte auf konvexen Kurven » [« On the grid points on convex curves »], Mathematische Zeitschrift, vol. 24, no 1,‎ 1926, p. 500–518 (DOI 10.1007/BF01216795, MR 1544776, lire en ligne).
- (de) Vojtĕch Jarník, « Zur metrischen Theorie der diophantischen Approximationen » [« On the metric theory of Diophantine approximations »], Prace Matematyczno-Fizyczne, Warszawa, vol. 36,‎ 1928–1929, p. 91–106 (lire en ligne).
- (de) Vojtĕch Jarník, « Diophantische Approximationen und Hausdorffsches Maß » [« Diophantine approximation and the Hausdorff measure »], Matematicheskii Sbornik, vol. 36,‎ 1929, p. 371–382 (lire en ligne).
- (cs) Vojtěch Jarník, « O jistém problému minimálním. (Z dopisu panu O. Borůvkovi) » [« About a certain minimal problem (from a letter to O. Borůvka) »], Práce Moravské Přírodovědecké Společnosti, vol. 6,‎ 1930, p. 57–63 (lire en ligne)[6].
- (de) Vojtěch Jarník, « Über die Differenzierbarkeit stetiger Funktionen » [« On the differentiability of continuous functions »], Fundamenta Mathematicae, vol. 21,‎ 1933, p. 48–58 (zbMATH 0007.40102, lire en ligne).
- (cs) Vojtěch Jarník et Miloš Kössler, « O minimálních grafech, obsahujících n daných bodů » [« On minimal graphs containing n given points »], Časopis pro Pěstování Matematiky a Fysiky, vol. 63,‎ 1934, p. 223–235 (zbMATH 0009.13106, lire en ligne).